# 白菊町駅
白菊町駅（しらぎくちょうえき）は、かつて石川県金沢市白菊町にあった北陸鉄道石川線の鉄道駅。

## 概要
1916年（大正5年）8月30日に金野軌道によって初代西金沢駅として開設され、1925年（大正14年）5月1日に白菊町駅に改称された。1970年（昭和45年）4月1日以降は旅客列車の運行を取りやめて貨物専業となっていたが、石川県道25号金沢美川小松線（野田専光寺線）の工事に伴い1972年（昭和47年）9月20日に廃止されている。

## 歴史
- 1916年（大正5年）8月30日：金野軌道の西金沢駅として開業。
- 1925年（大正14年）5月1日：白菊町駅に改称。
- 1943年（昭和18年）10月13日：北陸鉄道石川線の駅となる。
- 1970年（昭和45年）4月1日：旅客列車の運行を終了。
- 1972年（昭和47年）9月20日：廃止。

## 駅構造
道路に面して直角に駅舎があった。

## 廃止後
構内の跡地はマンションが建てられたほかは駐車場となっており、線路跡に沿ってカーブした敷地境の塀などに名残りがみられる。

## 隣の駅
北陸鉄道
石川線
白菊町駅 - 野町駅